# ハングメン
『ハングメン』（英語: Hangmen）は、アイルランド系イギリス人の劇作家マーティン・マクドナーによる戯曲である。ロンドンのロイヤルコート劇場で2015年9月に初演され、同年9月17日にフェイバー・アンド・フェイバー社より刊行された。
その後ウエスト・エンドのウィンダム劇場に移動した。マシュー・ダンスターが演出をつとめ、アンナ・フレイシュルが舞台装置デザインを担当し、デヴィッド・モリッシーとリース・シェアスミス、ジョニー・フリンなどが出演した。劇評家からは広く絶賛され、ローレンス・オリヴィエ賞、批評家協会演劇賞、イヴニング・スタンダード演劇賞など多数の賞にノミネートされた。

## あらすじ
『ハングメン』は1963年のイギリスが舞台であり、死刑執行人ハリー・ウェイドを中心に展開する。ハリーは国でも二番目に優秀な死刑執行人で、妻のアリスとオールダムでパブを経営し、15歳の娘シャーリーがいる。ハリーは絞首刑の廃止に向き合わねばならなくなり、パブはハリーの職業に関するさまざまな動機を抱えてやってくる人々でいっぱいである。ムーニーという名のよそ者はパブにやって来てトラブルを起こし、ハリーの娘シャーリーに色目を使ってハリーをいらつかせる。ムーニーはハリーをからかい、自分が娘のシャーリーを誘拐して殺したとハリーとアリスが信じるよう仕向ける。このためハリーはムーニーの首を絞めて殺してしまうが、その後にシャーリーが何も知らずに無事に戻ってくる。芝居は、ハリーが最初に執行した死刑を正当化しようとするところで終わる。

## 上演
『ハングメン』は劇作家マーティン・マクドナーによる作品である。芝居の舞台は主に1963年のオールダムで、イギリスにおける死刑の廃止を中心に展開する。2015年7月15日、ロイヤル・コート劇場の芸術監督であるヴィッキー・フェザーストンが、本作はロイヤル・コート劇場の2015年シーズンにて世界初演が行われると発表した。『ピローマン』がナショナル・シアターで初演されて以来、はじめてマクドナーの芝居がロンドンで初演されることとなった。マクドナーは2000年に『ウィー・トーマス』をロイヤル・コート劇場に提出したが上演を断られており、マクドナーはこのことに強い不快感を抱いていたが、ロイヤル・コート劇場のスタッフ陣が入れ替わったこともあり、過去の恨みは捨てることにしたと述べている。『ハングメン』は2015年9月10日にプレビュー開始となり、公式には9月18日に開演し、10月10日まで期間限定で上演された。
演出はマシュー・ダンスターが担当し、殺陣指導はケイト・ウォーターズが、舞台装置デザインはアンナ・フレイシュルが、照明デザインはジョシュア・カーが、音響デザインはイアン・ディキンソンが担当した。初演の後にウェストエンドのウィンダム劇場に引っ越し、2015年12月1日にプレビューを開始した後、12月7日から正式に開演し、2016年3月5日まで上演された。休憩1回をはさんで2時間30分の上演だった。

### ナショナル・シアター・ライヴ
『ハングメン』は2016年3月3日にナショナル・シアター・ライヴにより中継された。2016年3月22日よりイギリス全国のヴュー・シネマズで再上映も行われた。2017年には日本語字幕つきで日本でも上映されている。上演時間は舞台上演じたいに解説がついて165分であった。

### 日本語版
『ハングマン-HANGMEN-』と題して2018年5月に彩の国さいたま芸術劇場、世田谷パブリックシアターにて、小川絵梨子訳、長塚圭史演出で上演された。邦題は『ハングマン』であった。ハリー役は田中哲司、アリス役は秋山菜津子、ムーニー役は大東駿介がつとめた。他、キャストに宮崎吐夢、大森博史、長塚圭史、市川しんぺー、谷川昭一朗、村上 航、富田望生、三上市朗、羽場裕一。

## 初演のキャスト
| 人物名       | 初演                     | ウェストエンド版         |
| ------------ | ------------------------ | ------------------------ |
| ヘネシー     | ジョゼフ・デイヴィス     | ジョゼフ・デイヴィス     |
| クレッグ     | ジェームズ・ドライデン   | ジェームズ・ドライデン   |
| ムーニー     | ジョニー・フリン         | ジョニー・フリン         |
| ビル         | グリーム・ホーリー       | トニー・ハースト         |
| ピアポイント | ジョン・ホジキンソン     | ジョン・ホジキンソン     |
| シャーリー   | ブロンウィン・ジェームズ | ブロンウィン・ジェームズ |
| ハリー       | デヴィッド・モリッシー   | デヴィッド・モリッシー   |
| シド         | リース・シェアスミス     | アンディ・ナイマン       |
| フライ警部補 | ラルフ・アイネソン       | クレイグ・パーキンソン   |
| チャーリー   | ライアン・ポープ         | ライアン・ポープ         |
| Alice        | サリー・ロジャーズ       | サリー・ロジャーズ       |
| Guard        | マーク・ローズ           | マーク・ローズ           |
| Arthur       | サイモン・ラウズ         | サイモン・ラウズ         |

## 評価
本作は批評家より高い評価を受けた。2016年のローレンス・オリヴィエ賞では最優秀戯曲賞と最優秀舞台装置デザイン賞を受賞し、最優秀演出家賞にもノミネートされた。批評家協会演劇賞でも2015年の最優秀新作戯曲賞と最優秀デザイナー賞を受賞した。2015年のイヴニング・スタンダード演劇賞でも最優秀デザイン賞を受賞している。

## 受賞

### ロイヤルコート及びウェストエンド
| 年   | 賞                                          | 部門                     | 候補者               | 結果       | 出典   |
| ---- | ------------------------------------------- | ------------------------ | -------------------- | ---------- | ------ |
| 2015 | イヴニング・スタンダード演劇賞              | 最優秀戯曲賞             | 最優秀戯曲賞         | ノミネート | [ 34 ] |
| 2015 | イヴニング・スタンダード演劇賞              | 最優秀舞台装置デザイン賞 | アンナ・フレイシュル | 受賞       | [ 34 ] |
| 2015 | 批評家協会演劇賞                            | 最優秀新作戯曲賞         | 最優秀新作戯曲賞     | 受賞       | [ 33 ] |
| 2015 | 批評家協会演劇賞                            | 最優秀デザイナー賞       | アンナ・フレイシュル | 受賞       | [ 33 ] |
| 2016 | ホワッツオンステージ賞(Whatsonstage Awards) | 最優秀新作戯曲賞         | 最優秀新作戯曲賞     | ノミネート | [ 36 ] |
| 2016 | ホワッツオンステージ賞(Whatsonstage Awards) | 最優秀助演男優賞         | ジョニー・フリン     | ノミネート | [ 36 ] |
| 2016 | ローレンス・オリヴィエ賞                    | 最優秀戯曲賞             | 最優秀戯曲賞         | 受賞       | [ 37 ] |
| 2016 | ローレンス・オリヴィエ賞                    | 最優秀演出家賞           | マシュー・ダンスター | ノミネート | [ 37 ] |
| 2016 | ローレンス・オリヴィエ賞                    | 最優秀舞台装置デザイン賞 | アンナ・フレイシュル | 受賞       | [ 37 ] |
| 2016 | サウスバングスカイアーツ賞                  | 演劇賞                   | 演劇賞               | 受賞       | [ 38 ] |

## 書誌情報
『ハングメン』の戯曲刊本は2015年9月17日にフェイバー・アンド・フェイバー社より刊行された。日本語訳は刊行されていない。
- Martin McDonagh, Hangmen (Faber & Faber, 2015).